# Augustín Fischer-Colbrie

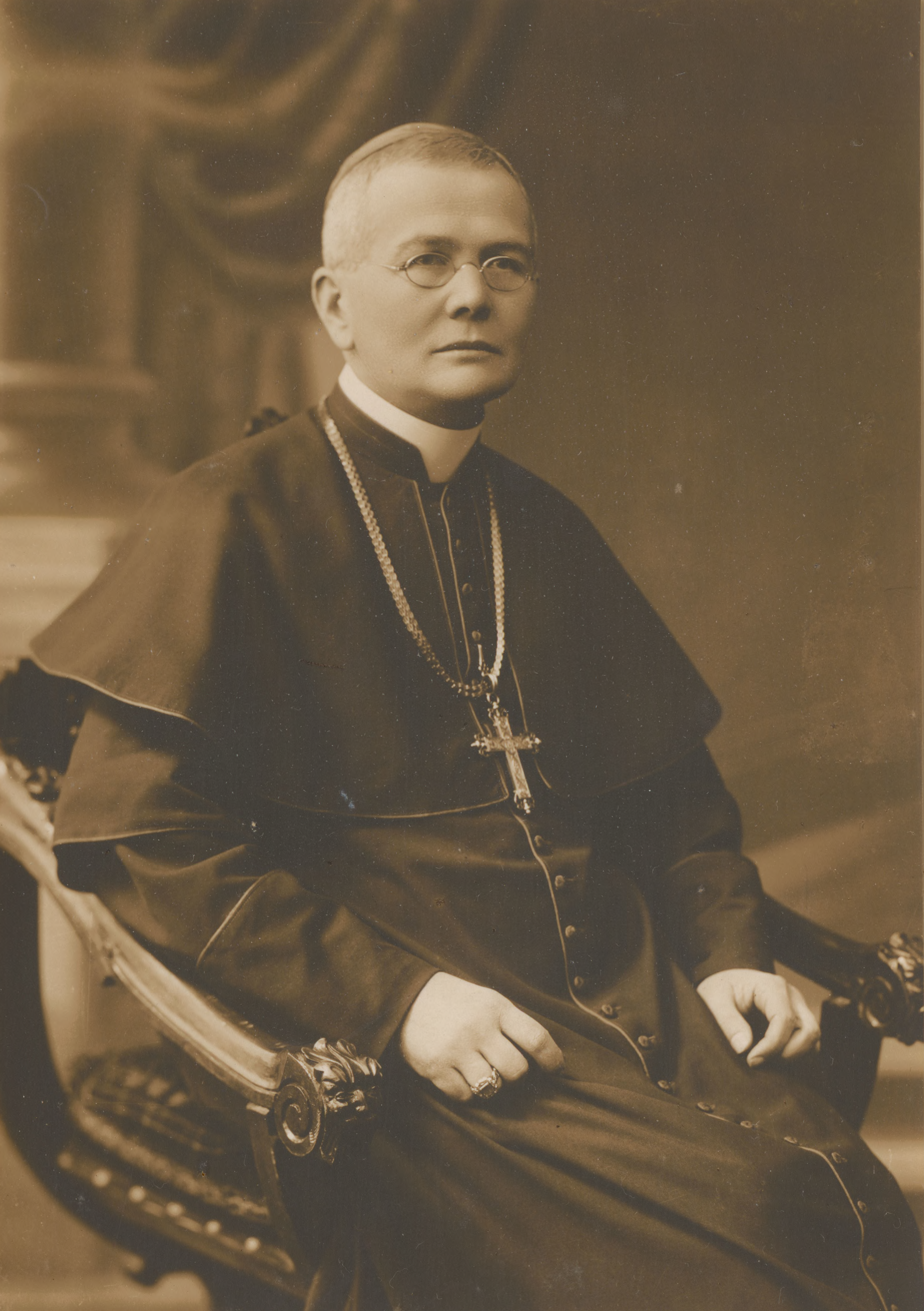
Augustín Fischer-Colbrie, etwa 1907

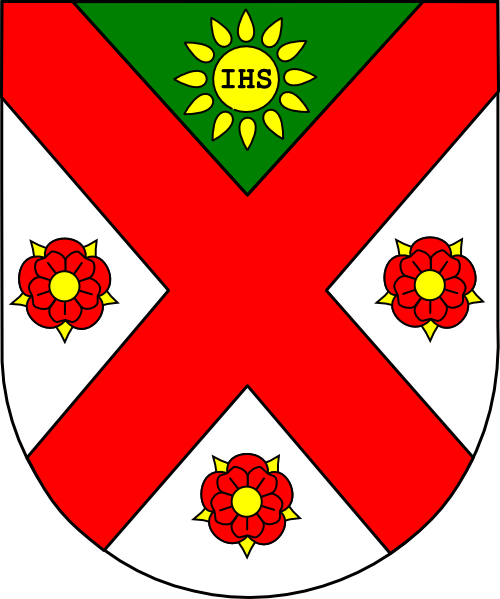
Wappen

Augustín Fischer-Colbrie (* 16. Oktober 1863 in Želiezovce, Österreich-Ungarn als Augustín Július Karol Fischer; † 17. Mai 1925 in Košice, Tschechoslowakei) war ein slowakischer römisch-katholischer Geistlicher und Bischof von Košice.
Fischer-Colbrie absolvierte seine Gymnasialzeit in Kremsmünster, Bratislava und Esztergom. Er studierte Theologie mit ausgezeichneten Ergebnissen am Pázmaneum in Wien. Die Diakonweihe empfing er am 19. Oktober 1885 und die Priesterweihe am 20. März 1886. Am 25. Juni 1886 promovierte er zum Doktor der Theologie. Er sprach elf Sprachen: Englisch, Ungarisch, Slowakisch, Russisch, Französisch, Italienisch, Latein, Deutsch, Arabisch, Hebräisch und Altgriechisch.
Er arbeitete als Kaplan in Budapest-Belvaros und in den Jahren 1889 und 1890 als Sekretär des Erzbischofs in Esztergom. Ab 1890 war er Rektor des Wiener Augustineums, ab 1894 Päpstlicher Kämmerer, ab 1899 Professor für Dogmatik an der Universität Wien und 1902–1904 Rektor der Wiener Pazmaneums. Ab 1892 war er mit dem Religionsunterricht der Erzherzogin Elisabeth, der Tochter des Thronfolgers Rudolf, betraut. 1900 wurde er Kanoniker von Esztergom und apostolischer Protonotar.
Am 27. Dezember 1904 wurde er zum Koadjutor-Bischof von Košice ernannt. Am 15. Januar 1905 nahm er an der Seligsprechung der Kassa-Märtyrer in Rom teil. Papst Pius X. bestätigte die Ernennung und ernannte ihn zum Titularbischof von Domitiopolis. Gennaro Granito Pignatelli di Belmonte, Apostolischer Nuntius in Österreich-Ungarn, weihte ihn am 12. März 1905 zum Bischof. Mitkonsekratoren waren Kalman Belopotoczky, Militärbischof von Österreich-Ungarn, und Laurenz Mayer, Weihbischof in Wien. Am 1. Februar 1906 wurde er zum Apostolischen Administrator seines Bistums ernannt. Am 17. Mai 1907 folgte er nach dem Tod von Žigmund Bubics als Bischof nach.
1912 wurde er Mitglied des ungarischen Vorbereitungskomitees für den XXIII. Eucharistischen Weltkongress in Wien. Auch 1919, nachdem er dem tschechoslowakischen Staat den Treueeid geleistet hatte, ließen ihn die Behörden an Ort und Stelle. Aufgrund der neuen Staatsgrenzen richtete er für die 49 Pfarreien des ungarischen Teils des Bistums ein Vikariat in Sátoraljaújhely ein. 1920 trug er aktiv zur Gründung der Christlich-Sozialen Partei bei. Die tschechoslowakischen Behörden standen seinen Aktivitäten kritisch gegenüber und versuchten vermutlich, ihn abzusetzen. 1921 lud er Redemptoristen nach Stropkó ein, die im ehemaligen Franziskanerkloster untergebracht waren.